# 博登敦鎮區 (新澤西州)
博登敦鎮區（英語：Bordentown Township）是位於美國新澤西州伯靈頓縣的一個鎮區。

## 地方資料
博登敦鎮區的面積為24.02平方千米，當中陸地面積為22.44平方千米，而水域面積為1.58平方千米。根據2020年美國人口普查的數據，當地共有人口11791人，而人口密度為每平方千米490.88人。